# Räddningsstation Smögen
Räddningsstation Smögen är en av Sjöräddningssällskapets räddningsstationer.
Räddningsstationen ligger på Nordmanshuvudet på Smögen och inrättades 2002. Den har 33 frivilliga.
Den första räddningsstationen på Smögen inrättades i maj 1866 och var då den tredje i Bohuslän. Den drevs av Lotsverket och var ett komplement till den befintliga lotsstationen. Varje år hålls Sjöräddningens dag på Smögen, i mitten av juli.

## Räddningsfarkoster[4]
- Rescue Mærsk Mc-Kinney Møller av Victoriaklass, byggd 2014
- Rescue Georg Lysell av Gunnel Larssonklass, byggd 2017
- 3-41 Rescuerunner Karin S, tillverkad 2009[5], byggd 2009

## Tidigare räddningsfarkoster
- Rescue Rotary av Gunnel Larssonklass, byggd 2000, flyttad till Räddningsstation Kållandsö